# Babez for Breakfast
Babez for Breakfast ist das fünfte Studioalbum der finnischen Hard-Rock-Band Lordi. Es wurde im September 2010 veröffentlicht.

## Entstehung und Veröffentlichung
Das Album wurde von Februar bis März mit Michael Wagener in Nashville, Tennessee, in den USA aufgenommen. Call Off the Wedding wurde von Kiss-Gitarrist Bruce Kulick mitgeschrieben. Erneut verwendete die Band für die Gestaltung und die nachfolgende Tour überarbeitete Kostüme. Die erste Single, This Is Heavy Metal, erschien als Digitalsingle bereits vorab am 9. August 2010, physisch am 16. August 2010, jedoch nur als Sammlerstück mit einer Auflage von 200 Exemplaren. Eine Limited Edition erhielt den Titel The Breakfast Box und erschien am 18. Oktober 2010.

## Rezeption
Das Album erreichte in Deutschland Platz 66, in Finnland Platz neun der Charts. Greg Prato von Allmusic verglich das Album mit 80er-Metal und -Hardrock und zog musikalische Vergleiche mit Rob Zombie. Er schrieb, wenn man nur den „Schock im Rock“ suche, möge man sich an Lordi und Babez for Breakfast halten. Wer mehr Rock in der Gleichung haben wolle, müsse anderswo suchen. Er vergab zweieinhalb von fünf Sternen.

## Titelliste
1. SCG5: It’s A Boy! – 1:21
2. Babez for Breakfast – 3:30
3. This Is Heavy Metal – 2:59
4. Rock Police – 3:58
5. Discoevil – 3:49
6. Call Off the Wedding – 3:31
7. I Am Bigger Than You – 3:04
8. ZombieRawkMachine – 3:42
9. Midnite Lover – 3:21
10. Give Your Life for Rock’n’Roll – 3:54
11. Non Stop Nite – 3:56
12. Amen’s Lament to Ra – 0:32
13. Loud and Loaded – 3:15
14. Granny’s Gone Crazy – 3:56
15. Devil’s Lullaby – 3:43